# ゆり型警備艇
ゆり型警備艇（ゆりがたけいびてい、英語: Yuri-class LSSL）は、海上自衛隊草創期の警備艇（当初は警備船に類別）。前身はアメリカ海軍の上陸支援艇で、1953年（昭和28年）から53隻が貸与された。1976年（昭和51年）全艇退役。

## 概要
ゆり型警備艇の前身は第二次世界大戦中に米海軍が建造した大型上陸支援艇（LSSL：Landing Ship Support Large）で兵員の揚陸と火砲による支援を任務とした。兵装は強力であるが、浅吃水、平底のため航洋性に乏しく、警備艇としての能力は不十分であった。量産のために徹底した合理性を追求しており、主機も8基のディーゼルを搭載し、4基で1軸を回すマルチプル・タイプで、主発電機原動機も同じディーゼルを使用していた。
1952年（昭和27年）11月に調印された日米船舶貸借協定に基づき翌1953年（昭和28年）1月からPF18隻とともに50隻が貸与された。警備隊時代は警備船と称し、船名には草花に由来する名前が付けられた。海上自衛隊発足後は警備艇に艦種呼称が変更となり、数隻のLSSLにより警戒隊を編成し、沿岸部における警備・哨戒の任についた。
1956年（昭和31年）にさらに3隻が供与された。これはインドシナ戦争のためにフランスに貸与されていたものが返還され、日本に再供与されたものである。1958年（昭和33年）から順次返還が始まり、約半数は早期に返還されたが、1959年（昭和34年）7月31日、日米間の協定により、23隻が貸与から供与に切り替えられた。供与となった23隻は支援船に区分変更され、小型揚陸艇の母船や練習雑船、魚雷揚収艇、水中処分隊の母艇として使用された。「はまぎく」（YAS-35）は艦隊の対空射撃訓練に使用する訓練用標的機（ドローン）を運用する母艇に改造され最後まで在籍し、1976年（昭和51年）3月に除籍された。

## 同型艇
| 艇番号   | 艦名     | 竣工           | 貸与          | 区分変更                                       | 除籍          | 返還           |
| -------- | -------- | -------------- | ------------- | ---------------------------------------------- | ------------- | -------------- |
| LSSL-401 | ゆり     | 1945年3月13日  | 1953年1月14日 | -                                              | 1958年3月27日 | 1958年3月27日  |
| LSSL-402 | きく     | 1944年10月30日 | 1953年1月14日 | -                                              | 1958年3月27日 | 1958年3月27日  |
| LSSL-403 | はぎ     | 1945年1月3日   | 1953年1月14日 | -                                              | 1958年3月27日 | 1958年3月27日  |
| LSSL-404 | らん     | 1945年3月5日   | 1953年1月14日 | -                                              | 1959年3月31日 | 1959年3月31日  |
| LSSL-405 | ふじ     | 1945年3月6日   | 1953年2月16日 | 1960年3月31日 (YAS-14)                         | 1971年3月31日 | 1971年8月6日   |
| LSSL-406 | ばら     | 1945年3月26日  | 1953年2月16日 | 1960年3月31日 (YAS-15)                         | 1974年9月30日 | 1976年3月8日   |
| LSSL-407 | すみれ   | 1944年9月23日  | 1953年2月16日 | 1960年3月31日 (YAS-16)                         | 1974年9月30日 | 1975年9月30日  |
| LSSL-408 | あおい   | 1945年2月5日   | 1953年2月16日 | -                                              | 1958年3月27日 | 1958年3月27日  |
| LSSL-409 | けし     | 1944年11月3日  | 1953年2月16日 | 1959年10月1日 (YAC-02)                         | 1963年3月31日 | 1970年7月21日  |
| LSSL-410 | あやめ   | 1944年11月14日 | 1953年2月16日 | 1959年10月1日 (YAC-03)                         | 1964年3月31日 | 1966年2月11日  |
| LSSL-411 | あかね   | 1945年2月13日  | 1953年3月30日 | -                                              | 1958年3月27日 | 1958年3月27日  |
| LSSL-412 | ふよう   | 1944年10月29日 | 1953年3月30日 | 1960年3月31日 (YAS-17)                         | 1971年3月31日 | 1973年8月6日   |
| LSSL-413 | のぎく   | 1944年10月16日 | 1953年3月30日 | 1960年3月31日 (YAS-18)                         | 1971年3月31日 | 1973年8月6日   |
| LSSL-414 | やまぎく | 1944年11月27日 | 1953年3月30日 | 1960年3月31日 (YAS-19)                         | 1971年3月31日 | 1973年8月6日   |
| LSSL-415 | はまぎく | 1944年12月22日 | 1953年3月30日 | 1960年10月1日 (LSSL-87) 1964年3月31日 (YAS-35) | 1976年3月31日 | 1980年12月18日 |
| LSSL-416 | いそぎく | 1945年3月9日   | 1953年3月30日 | 1960年3月31日 (YAS-20)                         | 1972年3月31日 | 1975年6月27日  |
| LSSL-417 | しらぎく | 1945年2月14日  | 1953年4月30日 | 1959年10月1日 (YAC-04)                         | 1964年3月31日 | 1972年2月15日  |
| LSSL-418 | いわぎく | 1944年11月29日 | 1953年4月30日 | 1960年3月31日 (YAS-21)                         | 1970年7月31日 | 1971年7月12日  |
| LSSL-419 | あざみ   | 1944年8月31日  | 1953年4月30日 | 1959年12月1日 (YAC-06)                         | 1963年3月31日 | 1976年10月19日 |
| LSSL-420 | かいどう | 1945年3月12日  | 1953年4月30日 | 1959年10月1日 (YAC-05)                         | 1963年3月31日 | 1969年10月20日 |
| LSSL-421 | りんどう | 1944年11月20日 | 1953年4月30日 | 1960年3月31日 (YAS-22)                         | 1974年9月30日 | 1976年4月23日  |
| LSSL-422 | つつじ   | 1945年2月17日  | 1953年4月30日 | 1959年8月1日 (YAC-01)                          | 1965年4月28日 | 1965年4月28日  |
| LSSL-423 | ひまわり | 1945年2月24日  | 1953年4月30日 | 1959年12月1日 (YTE-05)                         | 1966年4月18日 | 1966年4月18日  |
| LSSL-424 | ひいらぎ | 1944年11月12日 | 1953年4月30日 | 1959年12月1日 (YAC-07)                         | 1964年3月31日 | 1966年2月14日  |
| LSSL-425 | あじさい | 1944年12月27日 | 1953年4月30日 | 1959年12月16日 (YAC-08)                        | 1963年3月31日 | 1964年5月15日  |
| LSSL-426 | えぞぎく | 1944年10月20日 | 1953年5月30日 | -                                              | 1959年3月31日 | 1959年3月31日  |
| LSSL-427 | ひなぎく | 1944年11月30日 | 1953年5月30日 | -                                              | 1959年3月31日 | 1959年3月31日  |
| LSSL-428 | さわぎく | 1944年12月9日  | 1953年5月30日 | -                                              | 1959年3月31日 | 1959年3月31日  |
| LSSL-429 | つた     | 1944年12月14日 | 1953年5月30日 | -                                              | 1959年3月31日 | 1959年3月31日  |
| LSSL-430 | はす     | 1944年12月30日 | 1953年5月30日 | -                                              | 1959年3月31日 | 1959年3月31日  |
| LSSL-431 | しだ     | 1945年1月4日   | 1953年5月30日 | -                                              | 1959年3月31日 | 1959年3月31日  |
| LSSL-432 | すいれん | 1945年1月20日  | 1953年5月30日 | 1961年9月1日 (YAC-10)                          | 1964年3月31日 | 1969年10月24日 |
| LSSL-433 | やまぶき | 1944年11月17日 | 1953年5月30日 | -                                              | 1959年3月31日 | 1959年3月31日  |
| LSSL-434 | れんげ   | 1944年12月20日 | 1953年5月30日 | -                                              | 1958年5月30日 | 1958年5月30日  |
| LSSL-435 | せきちく | 1944年9月17日  | 1953年6月30日 | -                                              | 1958年6月30日 | 1958年6月30日  |
| LSSL-436 | おにゆり | 1944年9月21日  | 1953年6月30日 | -                                              | 1958年6月30日 | 1958年6月30日  |
| LSSL-437 | やまゆり | 1944年9月30日  | 1953年6月30日 | -                                              | 1958年6月30日 | 1958年6月30日  |
| LSSL-438 | すずらん | 1944年10月24日 | 1953年6月30日 | -                                              | 1958年6月30日 | 1958年6月30日  |
| LSSL-439 | はまゆう | 1945年1月15日  | 1953年6月30日 | 1960年3月31日 (YAS-24)                         | 1974年9月30日 | 1974年9月30日  |
| LSSL-440 | しょうぶ | 1945年1月29日  | 1953年6月30日 | 1959年6月16日 (YTE-04)                         | 1965年4月28日 | 1965年4月28日  |
| LSSL-441 | かんな   | 1944年10月26日 | 1953年6月30日 | -                                              | 1958年6月30日 | 1958年6月30日  |
| LSSL-442 | ぼたん   | 1944年12月31日 | 1953年6月30日 | 1959年12月16日 (YTE-06)                        | 1965年4月28日 | 1965年4月28日  |
| LSSL-443 | ひめゆり | 1944年10月10日 | 1953年8月29日 | -                                              | 1958年8月29日 | 1958年8月29日  |
| LSSL-444 | ささゆり | 1944年9月23日  | 1953年8月29日 | -                                              | 1958年8月29日 | 1958年8月29日  |
| LSSL-445 | すすき   | 1944年11月6日  | 1953年8月29日 | -                                              | 1959年3月31日 | 1959年3月31日  |
| LSSL-446 | かるかや | 1945年1月8日   | 1953年8月29日 | -                                              | 1958年8月29日 | 1958年8月29日  |
| LSSL-447 | ききょう | 1944年11月27日 | 1953年8月29日 | -                                              | 1958年8月29日 | 1958年8月29日  |
| LSSL-448 | けいとう | 1944年11月22日 | 1953年9月30日 | -                                              | 1958年9月30日 | 1958年9月30日  |
| LSSL-449 | すいせん | 1945年2月26日  | 1953年9月30日 | -                                              | 1958年9月30日 | 1958年9月30日  |
| LSSL-450 | やぐるま | 1945年2月28日  | 1953年9月30日 | -                                              | 1958年9月30日 | 1958年9月30日  |
| -        | あさがお | 1944年9月6日   | 1956年5月7日  | 1956年6月28日 (YTE-01)                         | 1965年4月28日 | -              |
| -        | ひなげし | 1944年9月10日  | 1956年5月7日  | 1956年7月1日 (YTE-02)                          | 1965年4月28日 | -              |
| -        | なでしこ | 1944年11月21日 | 1956年5月7日  | 1956年7月1日 (YTE-03) 1960年2月1日 (YAC-09)    | 1963年3月31日 | -              |